# HOC (hockeyclub)
HOC (HHV-ODIS Combinatie) is een voormalige  Haagse hockeyclub. De club is in 1915 ontstaan na een fusie van  HHV en  HMHC ODIS. In 1951 fuseerde HOC met GHC tot HGC. Zowel Heren 1 als Dames 1 van HOC speelden vanaf de oprichting tot aan de fusie in 1951 in de eerste klasse. Dames 1 was in de periode 1921-1935 veertien maal landskampioen. 

## De voorlopers van HOC
In  1902 is hockeyclub HMHC PIOD (Haagsche Mixed Hockey Club Pretmaken Is Ons Doel) (PIOD) opgericht. PIOD bezat een speelveld aan de Beeklaan in Den Haag. Al spoedig verhuisde de club naar Waalsdorp aan het einde van de Landscheidingsweg bij de hoeve ‘Duin en Dal’.  Op Waalsdorp speelde ook de in 1901 opgerichte hockeyclub HMHC (Haagsche Mixed Hockey Club). Beide clubs besloten de krachten te verenigen en gaan op 22 september 1906 samen in de Haagsche Hockey Vereeniging (HHV). Op voorstel van de dames wordt de nieuwe clubkleur lichtblauw-zwart .
Den Haag kende in deze tijd vele kleine hockeyclubs. In 1904 richtte het echtpaar Anton Kröller en Helene Kröller-Müller de hockeyclub HMHC ODIS (Haagsche Mixed Hockey Club Ons Doel Is Scoren) (ODIS) op. Hun drie zonen hockeyden bij ODIS. De club had een hockeyterrein aan de Pompstationweg dicht bij de huidige Zwolsestraat. De velden van ODIS lagen naast de spoorbaan Hollandsche Spoor-Scheveningen. Vanwege het geheel zwarte clubtenue werden de nieuwe ODIS-spelers ook wel ‘de zwarte Hagenaars’ genoemd. 
Tussen ODIS en PIOD waren al voor 1910 fusiebesprekingen, maar dit leidde niet tot een samengaan. Alleen het kleine Evites ging in 1907 in ODIS op. 

## 1915 Oprichting HOC
Uiteindelijk gaan HHV en ODIS in 1915 samen in de nieuwe club HHV-ODIS Combinatie (HOC). De nieuwe club had de speelvelden op Waalsdorp. De hockeyers speelden in het HHV-tenue: lichtblauw-zwart met de geheel zwarte kousen van ODIS. In de jaren dertig worden de kousen lichtblauw met een zwarte boord. Het clubembleem van HOC was een konijn.

## 1921-1935 Dames-1 van HOC landskampioen
De beide eerste elftallen van HOC speelden in de eerste klasse. Dames 1 van HOC behaalde met tophockeyster Madzy Rollin Couquerque in de periode 1921-1935 twaalfmaal het landskampioenschap. 
HOC leverde vele hockeyinternationals:
- Ab Tresling (47 maal)
- Madzy Rollin Couquerque (36 maal)
- Lot Molhuysen (18 maal)
- Mence Dros-Canters (12 maal)
- Liet Smit-Polano (17 maal)
- Bep Kooyman-Dubois (8 maal)
- Corrie Breukelman-Oostrijck (7 maal)
- Wim van der Does (7 maal)
- Hans Louzada (4 maal)
- Tilly Rösingh-Kley (3 maal)
- Gijs Kalf (1 maal)

## Nieuwe hockeyspelregels … ook bij HOC
Het hockeyspel in Nederland kende tot 1926 eigen regels, die afweken van de internationale:
- De hockeystick mocht met beide kanten worden gespeeld.
- De Nederlandse clubs speelden met een lichte oranje hockeybal (ook wel sinaasappel genaamd), die 3 cm groter was dan de bal waarmee internationaal werd gespeeld. De kern bestond uit geperst kurk en paardenhaar, omkleed met zeildoek. Zonder touw erom geknoopt werd de bal gebruikt voor wedstrijden, met gevlochten touw als oefenbal.
- Doelpunten die binnen de cirkelrand werden gemaakt, waren ook geldig.

Omdat Nederland met een heren hockeyteam wilde deelnemen aan de  Olympische Spelen in Amsterdam in 1928, gingen de Nederlandse hockeyclubs vanaf 1926 volgens de internationale regels hockeyen. HOC was uiteindelijk de allerlaatste club, die de oude Hollandse spelregels afwees en het door de bond gepropageerde, internationale reglement aanvaardde waarop het huidige hockey is gebaseerd. 

## 1951 HOC fuseert met GHC de Gazellen tot HGC
HOC kreeg in 1935 een eigen clubhuis op het complex Het Uilennest in Clingendael. Haagse bouwplannen noodzaakten HOC vier jaar later naar De Roggewoning in Wassenaar te verhuizen. Ook het vier jaar oude clubhuis werd meegenomen. Op 25 november 1939 werd de eerste hockeywedstrijd op De Roggewoning gespeeld. In datzelfde seizoen organiseerde HOC voor de eerste maal tezamen met HDM, TOGO en HHIJC het Internationaal Paas Hockey Toernooi (IPHT).
Ook GHC de Gazellen (oorspronkelijk SOS genaamd) was in 1939 van Waalsdorp naar De Roggewoning verhuist. Al snel gingen beide clubs samenwerkingsbesprekingen aan. Voor GHC was het ondoenlijk het grote aantal jeugdleden goed te coachen, tegelijkertijd kampte HOC met een enorm tekort aan jeugdleden. Dit moest wel leiden tot een toenadering. Op 17 augustus 1951 vond een (volgens aanwezigen) emotionele, gecombineerde Buitengewone Algemene Ledenvergadering plaats. Tijdens deze vergadering werden de besturen van de beide hockeyclubs eervol ontslagen. De twee clubs gingen op in de nieuwe hockeyclub HOC-Gazellen Combinatie (HGC). 
Bij deze laatste fusie werd het lichtblauw-zwarte tenue van HOC overgenomen en als clubsymbool gekozen voor de gazelle van GHC.

## Archief van HOC
Het uitgebreide archief van de voormalige hockeyclub HOC is na de fusie in 1951 overgegaan naar HGC. Het archief is sinds 2007 ondergebracht bij het Haags Gemeentearchief.